# ISCAR
ISCAR Ltd. — израильская компания-производитель металлорежущего инструмента, входящая в состав одного из крупнейших в мире металлообрабатывающих конгломератов IMC Group (International Metalworking Companies). ISCAR и IMC Group были приобретены Berkshire Hathaway под руководством Уоррена Баффета в 2006 году, после чего ISCAR стала одной из крупнейших нестраховых компаний, входящих в состав холдинга.

## История
ISCAR был основан в 1952 году Стефом Вертхаймером в обычном гараже на заднем дворе своего дома. Первоначально ISCAR располагался в Нагарии. В 1982 году компания переехала в Мигдаль-Тефен (промышленная зона Тефен) недалеко от Кфар-Врадим в Верхней Галилее. С момента основания ISCAR из гаражного производства вырос в многонациональную компанию с представительствами в более чем 50 странах, в том числе и в России.
В мае 2006 года Berkshire Hathaway под председательством американского инвестора Уоррена Баффета приобрела ISCAR и IMC Group, что стало первым международным приобретением компании за пределами США. В 2008 году Баффет назвал покупку IMC Group «сделкой мечты», которая превзошла все его ожидания. В письме к акционерам он охарактеризовал руководителей группы компаний, как «блестящих стратегов и управленцев», а также похвалил рост продаж и назвал показатели компании «уникальными в своей отрасли».
Якоб Арпаз является руководителем ISCAR и президентом группы IMC. На настоящий момент в группу IMC входят 13 компаний со 130 дочерними предприятиями в более чем 60 странах мира.